# High-definition multimedia interface

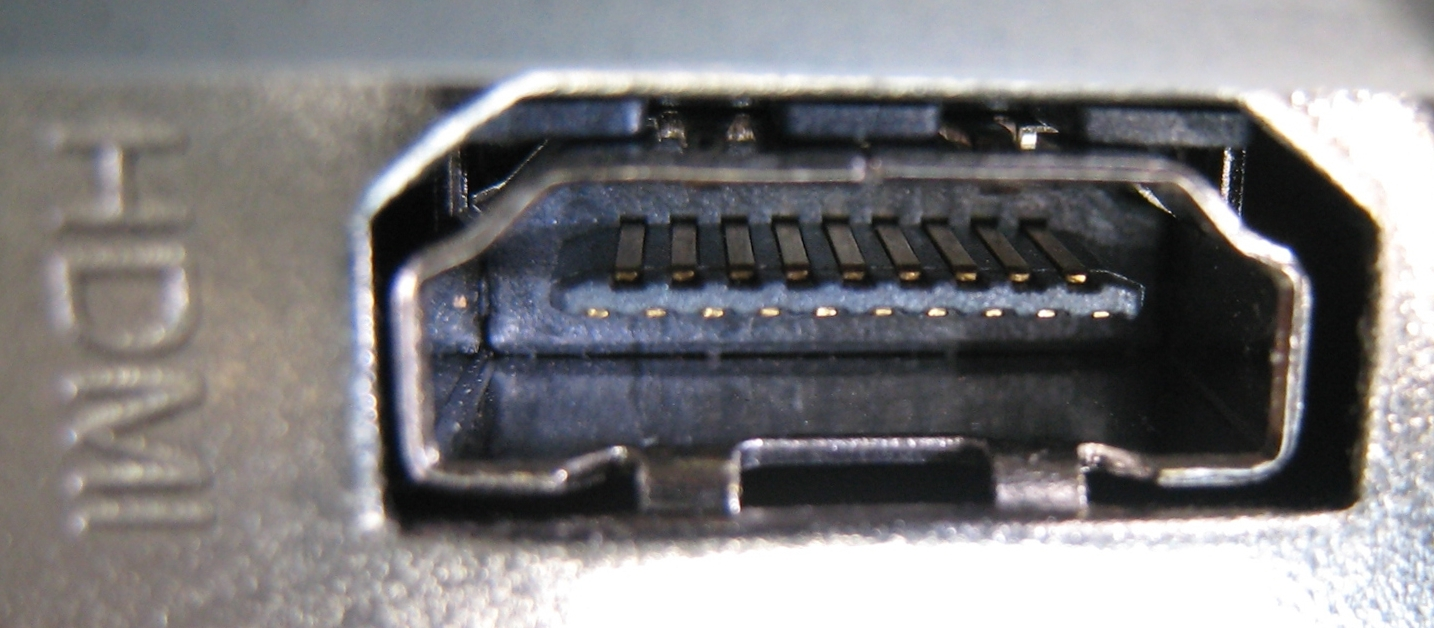
HDMI type A-chassisdeel

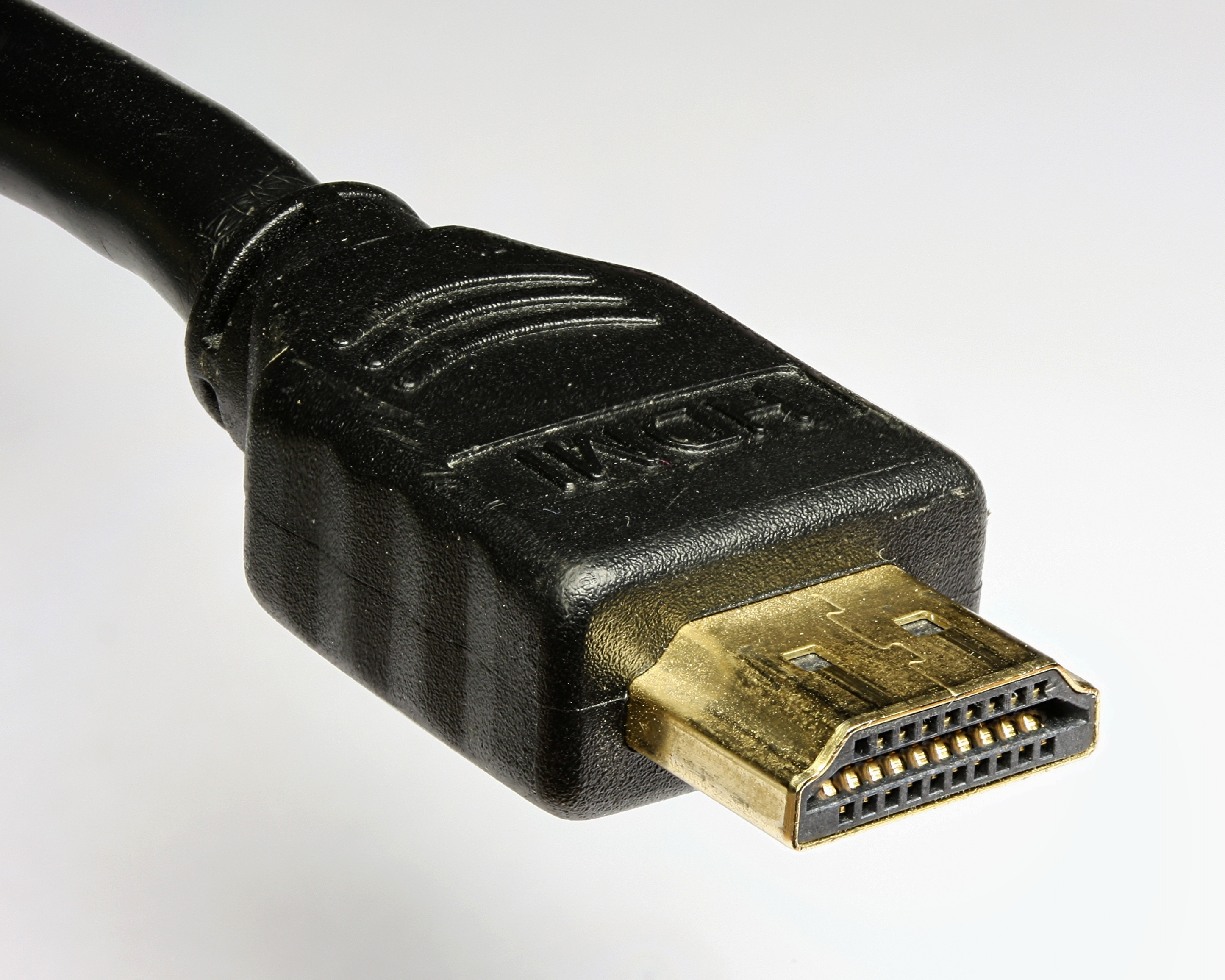
HDMI type A-connector

De high-definition multimedia interface HDMI is een aansluiting voor audio- en videosignalen in digitale vorm, waar geen datacompressie plaatsvindt. HDMI biedt een verbinding tussen iedere digitale bron van audio en video zoals een computer, settopbox, dvd-speler of versterker met een compatibel scherm zoals een beeldscherm, plasmascherm of een liquid-crystal display.
HDMI is een verbinding voor audiovisueel materiaal zoals high-definition television en thuisbioscoop. De kabel bestaat uit 19 aders. De maximale kanaalcapaciteit is 48,0 gigabit per seconde.
HDMI is een niet-gecomprimeerd digitaal signaal, terwijl signalen voorheen vaak analoog waren. Omdat in de praktijk het bronsignaal al digitaal is, wordt zo een dubbele conversie digitaal-analoog-digitaal bespaard. HDMI ondersteunt in tegenstelling tot de voorganger Digital Visual Interface DVI ook geluid: maximaal acht digitale audiokanalen.
De HDMI-kabel is ontwikkeld rond december 2002, door de samenwerking van een aantal bedrijven. Ze zochten samen naar een snellere kabel die op verschillende vlakken gebruikt kon worden. De producten en toepassingen voor HDMI kwamen in 2003 op de markt.

## HDMI-techniek en -ontwikkelingen
De ontwikkeling van HDMI-techniek ontstond door de behoefte aan een standaard die voorziet in audio- en videotransmissie van diverse mediabronnen.
- verhogen van de videoresolutie van 480i tot 1080p, afhankelijk van het bronmateriaal en de bron
- te combineren met televisie, dvd-speler, blu-ray, settopbox enzovoort
- kopieerbeveiliging tegen illegaal kopiëren: HDCP

De techniek is de laatste jaren uitgebreid, wat ertoe heeft geleid dat er verschillende versies van deze aansluiting beschikbaar zijn. Alle nieuwere versies van HDMI zijn compatibel met oudere versies geïnstalleerd op oudere apparatuur, maar men zal dan geen gebruik kunnen maken van de nieuwste functies van de nieuwe HDMI-versie. Hieronder een overzicht van de functionaliteit per versie.

## Werking

HDMI-connectorcontacten

HDMI transporteert de signalen/data in digitale vorm. Hierdoor heeft het signaal minder last van storing en zal de kwaliteit relatief goed blijven. Maar HDMI is niet volledig storingsvrij. HDMI bevat ook geen foutcorrectie, in tegenstelling tot netwerken (computers, servers etc.). Daarom wordt aangeraden HDMI-kabels te gebruiken met een maximale lengte van 5 meter.
De aansluiting, de connector is 19-polig, dat wil zeggen dat er 19 aders in de kabel aanwezig zijn. Op de afbeelding zijn drie verschillende datalijnen te zien: TMDS Channel 0, 1 en 2 oftewel R(ed), G(reen) en B(lue) + shield. Via deze lijnen wordt het videogedeelte verstuurd. TMDS oftewel ‘Transition-Minimized Differential Signaling’ is een protocol dat ervoor zorgt dat er zo weinig mogelijk storing plaatsvindt op het signaal. Het audiogedeelte wordt mee over de datalijnen verstuurd, aangezien audio maar een kleine bandbreedte nodig heeft. Achteraf worden deze data er dan uitgefilterd.
DDC (Display Data Channel) is een communicatiekanaal dat werkt volgens het I²C protocol. Deze communicatie verloopt tussen een beeldscherm en een grafische kaart. Aan de hand van deze kanaalcommunicatie is het mogelijk om verschillende beeldeigenschappen te wijzigen, zoals het contrast.
CEC (Consumer Electronics Control) maakt het mogelijk om tot 15 verschillende randapparaten (die via HDMI verbonden zijn) te besturen met één controller/afstandsbediening.
Voorbeeld: wanneer er een televisie, een dvd-speler en een settopbox (apparaat voor digitale televisie) met HDMI verbonden zijn, is het mogelijk om alle drie de systemen te bedienen met de afstandsbediening van de televisie.

### Kabels
Er bestaan vijf types HDMI-kabels: type A met 19 aders voor thuisgebruik en type B met 29 aders voor de filmindustrie en andere professionele toepassingen. Behalve deze grotere kabels zijn er een mini-HDMI-kabel type C en een micro-HDMI-kabel type D met beide 19 aders die bij draagbare multimedia gebruikt wordt. De laatste is de HDMI-versie voor de auto type E met 19 aders, HDMI standard automotive.
In het algemeen zouden de HDMI-kabels niet langer dan 5 meter mogen zijn om geen kwaliteitsvermindering te krijgen. Hogekwaliteitskabels kunnen tot 15 meter zonder signaalversterker reiken. Vanaf 2005 werden veel high-end-televisietoestellen met minstens één HDMI-interface verkocht. Meer ingangen zijn noodzakelijk wanneer meer bronnen moeten worden weergegeven, althans zonder het verwisselen van kabels. Met een HDMI-switch kunnen verscheidene bronnen op een beeldscherm worden aangesloten. Goedkopere switches hebben twee of vier ingangen en één uitgang, maar er zijn ook splitters waarmee één bron op meer beeldschermen kan worden weergegeven. In het duurdere segment zijn matrix-switches verkrijgbaar die het mogelijk maken een willekeurige bron op een willekeurig scherm aan te sluiten. Om het signaal over grotere afstanden te transporteren, kunnen versterkers ingezet worden.
HDMI zoals het nu het meeste gebruikt wordt, versie 1.3(a), wordt HDMI standard of HDMI high speed genoemd, afhankelijk van de ondersteunde resolutie. Van daaruit wordt verder gebouwd en komen er nieuwe versies aan die bijvoorbeeld gebruik kunnen maken van het ethernet, HDMI standard/high speed with ethernet.
Alleen homecinemasystemen met een internetverbinding hebben een HDMI-kabel met ethernet nodig. Alle andere kabels ondersteunen de andere kenmerken van HDMI 1.4. Een nieuwe HDMI-kabel voor 3D is dus niet vanzelfsprekend, want het kan zijn dat de oude ervoor geschikt is. Wanneer men 3D in Full HD op televisie bekijkt, heeft men een HDMI 1.4-kabel, eigenlijk HDMI High Speed kabel genoemd, nodig, die de high definition-resolutie ondersteunt.

## Wireless HDMI
In juli 2003 legden Panasonic, Philips, Samsung, Sharp en Sony de specificaties voor een draadloze versie van HDMI vast. Draadloos HDMI maakt gebruik van ultra-widebandtechnologie (3,1 tot 10,6 GHz). In september 2006 presenteerden ADI en Tzero de eerste producten op basis van deze standaard. Met behulp van wireless HDMI is het mogelijk om bestaande HDMI-apparatuur te gebruiken zonder kabels. Een nadeel van wireless HDMI is dat de beelddata met behulp van JPEG 2000 worden gecomprimeerd voor verzending door de ether, wat kwaliteitsverlies tot gevolg heeft. De nieuwere Wireless High-Definition Interface-technologie gebruikt geen compressie.

## Toekomst
Voorheen was de scartkabel de aansluitvorm tussen bijvoorbeeld een dvd-speler en de televisie. De HDMI-kabel vervangt deze aansluiting en is op elke nieuwe televisie te vinden. De scartkabel stuurt analoge signalen vanaf de dvd-speler naar de televisie. Bij analoge signalen kan ruis ontstaan, wat voor storing op het beeld zorgt. De HDMI-kabel stuurt digitale signalen vanaf bijvoorbeeld een blu-ray-speler, satelliet ontvangers (voor Full HD) naar de televisie. Digitale signalen hebben veel minder last van ruis, wat daarom ook grote voordelen biedt aan de HDMI-kabel. Ook is de beeldoverbrenging van een HDMI-kabel van veel hogere kwaliteit in vergelijking met een scartkabel. HDMI-kanalen ondersteunen echter geen teletekst-signalen, in tegenstelling tot scart.

## Versies

### HDMI 1.0
HDMI 1.0 is in december 2002 op de markt gekomen en combineert een digitaal videosignaal met een tweekanaalsaudiosignaal in één kabel. Dit kan bijvoorbeeld zijn tussen een dvd- of mediaspeler met HDMI en een televisie met HDMI. Het beschikt over een digitale audio/video-connectorinterface met een maximum TMDS-bandbreedte van 4,9 Gb/s en ondersteunt tot 3,96 Gb/s-videobandbreedte (1080p/60 Hz of UXGA) en 8 kanaals-LPCM-/19 kHz-/24 bit-audio.

### HDMI 1.1
Deze versie is sinds mei 2004 beschikbaar. Deze versie voegt de mogelijkheid toe om niet alleen video en tweekanaalsaudio door één kabel te voeren, maar ook de mogelijkheid om surroundgeluid zoals Dolby Digital en DTS door te voeren, tot 8 kanalen: 7.1-setting.

### HDMI 1.2
Deze versie is beschikbaar sinds augustus 2005. Deze versie ondersteunde One Bit Audio en voegt de mogelijkheid toe om signalen van een super audio compact disc sacd door te voeren. Dit betreft signalen van een sacd van bijvoorbeeld een dvd-speler naar een ontvanger, gecombineerd in HDMI. Er kwam ook de beschikbaarheid van HDMI type A-connectors voor pc-bronnen, de mogelijkheid om naast sRGB-kleur ook YcbCr-kleurruimte te benutten. In december 2005 werd HDMI 1.2a vrijgegeven met Consumer Electronic Control of CEC-mogelijkheden.

### HDMI 1.3
Deze versie is beschikbaar sinds juni 2006 en bevat verbeteringen in zowel de audio- als video-elementen. Door de komst van blu-ray, en het oudere hd-dvd, brengt deze versie ook de mogelijkheid om digitale bitstreams door te voeren voor de nieuwe audioformaten in hoge resolutie, zoals Dolby TrueHD- en DTS HD Master Het biedt de mogelijkheid van audio-streams voor externe decoding bij AV-versterkers.
Een toename van de single-linkbandbreedte tot 340 MHz, dat met 10,2 Gb/s overeenkomt. Deep colour wordt ondersteund met 30 bit-, 36 bit- en 48 bit-versie van xvYCC, sRGB of YCbCr ten opzichte van de 24 bits van vorige versies. Het bevat ook automatische audiosynchronisatie, ook afgekort tot audio video sync. Ook werden er nieuwe kabels geïntroduceerd: categorie 1 tot 74,25 MHz en categorie 2 to 340 MHz.

### HDMI 1.3a
HDMI 1.3a werd in november 2006 vrijgegeven. Naast de bovengenoemde audioverbeteringen, vergroten HDMI 1.3 en 1.3a de videobandbreedte die overgebracht kan worden van een bron naar het scherm. Dit betekent dat er bijvoorbeeld meer kleurdiepten, in kleurpaletten, kunnen worden doorgestuurd en ook hogere resolutie dan het huidige 1080p. Er is ondersteuning toegevoegd voor DTS-bitstream bij sacd's. 1.3b, 1.3b1 en 1.3c kwamen in maart 2007, november 2007 en augustus 2008.

### HDMI 1.3b
HDMI v1.3b is uitgebracht in maart 2007. Dit type heeft extra parameters die het uitvoeren van tests gemakkelijker maken voor elektronica en computerfabrikanten.

### HDMI 1.3b1
HDMI Versie 1.3b1 is beschikbaar sinds november 2007. Deze update is ontwikkeld voor fabrikanten om tests uit te kunnen voeren met de type C Mini-connector.

### HDMI 1.4
HDMI 1.4 is sinds mei 2009 beschikbaar. Deze kent de volgende verbeterpunten:
- Hogere resolutie van 2560×1600p, 3840×2160p 4K op 24 Hz/25 Hz/30 Hz en tot 4096×2160p 4K × 2K op 24 Hz
- HDMI Ethernet Channel HEC – Hierdoor wordt de integratie van hd-video, hd-audio met ethernet in dezelfde kabel mogelijk. Dit houdt in dat een thuisnetwerk, internet en beeld- en audiosignalen allemaal in één enkele kabel kunnen worden geïntegreerd. 100Mb/s-ethernet tussen twee HDMI 1.4-apparaten is mogelijk.
- Audio Return Channel ARC – De televisie kan audiosignalen terugsturen naar een ontvanger om dit geluid te laten afspelen. Dit is vooral handig wanneer er gebruikgemaakt wordt van een analoge tuner in de televisie. Normaal gesproken zou er dan een kabel terug gelegd moeten worden naar de ontvanger om de audio via de ontvanger te laten lopen naar de geluidsboxen. Alles kan nu weer door één kabel.
- Snelheid – Opkomende technieken als 2K en 4K, pixels, en 3D-televisie hebben meer bandbreedte nodig; HDMI 1.4 geeft die ruimte. De ondersteuning van Deep Colour in HDMI 1.3 wordt nu nog steeds vrijwel niet gebruikt.
- Hd in de auto – nieuwe connector of aansluiting die de auto-industrie moet helpen om hd-video en audio in de auto met HDMI te integreren
- Micro-HDMI-connector – Er komt een nieuwe, kleinere 19 pins connector naast de huidige connectoren.

### HDMI 1.4a
HDMI 1.4a is beschikbaar vanaf 4 maart 2010. De HDMI-licentieorganisatie heeft een vroege update voor HDMI 1.4 aangekondigd om zo de ondersteuning voor stereoscopische technologie te verbreden. De nieuwe 1.4a-versie zal verplichte ondersteuning voor verschillende stereo-uitzendformaten bevatten, waarmee weergaveapparatuur zoals 3D-televisie zich aan kan passen aan het type stereosignaal dat wordt ontvangen.
De eerste versie van HDMI 1.4 bracht dan wel stereoscopische ondersteuning voor blu-ray en games, 1080p-resolutie voor ieder oog, maar omvatte niet de verschillende varianten die door bijvoorbeeld Sky- en satellietzenders gebruikt worden. Er zijn verschillende 3D-transmissietechnieken die in deze categorie vallen. De meest gebruikte is Side-by-Side, Half-3D 1080i 3D, waarmee Sky werkt. Daarnaast wordt ook Top/Bottom 720p 3D veel gebruikt door bijvoorbeeld ESPN.
Vanaf 19 november 2009 mogen verpakkingen van HDMI-kabels geen versienummers meer bevatten en met HDMI uitgeruste apparatuur mag alleen versienummers gebruiken wanneer naast het versienummer precies staat vermeld welke specifieke kenmerken ondersteund worden, zoals 'HDMI v.1.4 met Audio Return Channel en HDMI Ethernet Channel' en niet meer 'HDMI v.1.4 compatible'. Na 1 januari 2012 mogen ook met HDMI uitgeruste producten geen gebruik meer maken van versienummers.

### HDMI 2.0
Er werd op 8 januari 2013 bekendgemaakt dat er 83 mensen van het HDMI Forum werkten aan een nieuwe versie van HDMI. Ten opzichte van HDMI 1.4(a) drijft HDMI 2.0 het maximale TMDS per kanaal, de kanaalcapaciteit op van 3,4 Gb/s tot 6 Gb/s, wat in totaal neerkomt op een 18 Gb/s. Hierdoor kan HDMI 2.0 een 4k-video-resolutie ondersteunen in 60 fps, frames per seconde. Andere toepassingen zijn onder andere ondersteuning voor 4:2:0 chroma subsampling, ondersteuning voor 3D-formaten in 25 fps, verbeterde 3D-capaciteiten, ondersteuning voor meer dan 8 audio-ingangen, ondersteuning voor HE-AAC en DRA audionormen, dynamische automatische lip-synchronisatie en bijkomende CEC-functies.

### HDMI 2.1
Er is in HDMI 2.1 een aantal nieuwe resoluties en refresh rates geïntroduceerd, waaronder 4K in 120 fps, 8K in 60 fps en zelfs resoluties tot 10K in 120 fps met DSC en HDR en ARC zijn geüpgraded met ondersteuning voor dynamische HDR en eARC. eARC zal ‘object-based audio’ ondersteunen zoals Dolby Atmos of DTS:X. eARC heeft een maximale audio bandbreedte van 37 Mbps en is achterwaartse compatibel met ARC. Speciaal voor gaming komt er Game Mode VRR, Auto Low Latency Mode (ALLM), Variable Refresh Rate (VRR). Waarmee een dynamische verversingssnelheid mogelijk wordt. Hierdoor kunnen de grafische processor en het beeldscherm volledig synchroon lopen.
Om deze nieuwe functies te ondersteunen is de bandbreedte opgehoogd naar 48 Gb/s.

### HDMI 2.2
De HDMI 2.2-specificatie is een belangrijke technologische standaard die door HDMI Forum, Inc. is ontwikkeld en in 2025 is geïntroduceerd. De nieuwe specificatie biedt aanzienlijke verbeteringen ten opzichte van eerdere versies, zoals een verhoogde bandbreedte tot 96Gbps, ondersteuning voor hogere resoluties en vernieuwde protocollen voor verbeterde synchronisatie van audio en video. HDMI 2.2 is ontworpen om geavanceerde toepassingen te ondersteunen, waaronder augmented reality (AR), virtual reality (VR) en mixed reality (MR). Deze technologie biedt tevens oplossingen voor toepassingen in commerciële sectoren zoals digitale signage, medische beeldvorming en industriële machine vision.
Een van de belangrijkste innovaties van HDMI 2.2 is de introductie van de Ultra96 HDMI-kabel, die speciaal is gecertificeerd om de volledige functionaliteit van HDMI 2.2 te ondersteunen. Deze kabel beschikt over een officieel certificeringslabel met een QR-code waarmee gebruikers de authenticiteit kunnen verifiëren. De kabel zorgt voor een ongeëvenaarde beeld- en geluidskwaliteit en minimaliseert vertragingen door gebruik te maken van het Latency Indication Protocol (LIP), dat audio- en videosynchronisatie optimaliseert in configuraties met meerdere apparaten, zoals AV-receivers en soundbars.
HDMI Forum heeft aangekondigd dat de nieuwe standaard beschikbaar zal zijn voor alle HDMI 2.x-adopters en moedigt fabrikanten aan om de HDMI Cable Certification Program te volgen.

### Versievergelijking

#### Primaire specificaties
| releasedatum                                                       | 29 december 2002 | 29 december 2002 | 29 december 2002 | 22 juni 2006 | 22 juni 2006 | 28 mei 2009  | 4 september 2013 | augustus 2018 |    |    |
| datakanalen                                                        | 3                | 3                | 3                | 3            | 3            | 3            | 3                | 4             |    |    |
| maximale kloksnelheid MHz                                          | 165              | 165              | 165              | 340          | 340          | 340          | 600              | 1200          |    |    |
| maximale totale TMDS-overdracht Gb/s inclusief 8b/10b-overhead     | 4,95             | 4,95             | 4,95             | 10,2         | 10,2         | 10,2         | 18               | 48 (16b/18b)  |    |    |
| maximale TMDS-overdracht per kanaal Gb/s inclusief 8b/10b-overhead | 1,65             | 1,65             | 1,65             | 3,40         | 3,40         | 3,40         | 6                | 12 (16b/18b)  |    |    |
| maximale overdracht Gb/s zonder 8b/10b-overhead                    | 3,96             | 3,96             | 3,96             | 8,16         | 8,16         | 8,16         | 14,4             | 42,6          |    |    |
| maximale audio-overdracht Mb/s                                     | m36,86           | m36,86           | m36,86           | m36,86       | m36,86       | 36,86        | 49,152           | 49,152        |    |    |
| maximale kleurdiepte b/px                                          | 24               | 24               | 24               | 48           | 48           | 48           | 48               | 48 HDR        |    |    |
| maximale resolutie ondersteund                                     | Full HD 60HZ     | Full HD 60HZ     | 2K 30Hz          | 2K 60Hz      | 2K 60Hz      | 4K 30Hz      | 8K 30Hz          | 10K 120Hz     |    |    |
| maximale resolutie over single link op 24 b/px                     | 1920×1200p60     | 1920×1200p60     | 1920×1200p60     | 2560×1600p75 | 2560×1600p75 | 4096×2160p24 | 4096×2160p60     | 4096×2160p120 |    |    |
| maximale resolutie over single link op 30 b/px                     | nvt              | nvt              | nvt              | 2560×1600p60 | 2560×1600p60 | 4096×2160p24 | ?                | ?             |    |    |
| maximale resolutie over single link op 36 b/px                     | nvt              | nvt              | nvt              | 1920×1200p75 | 1920×1200p75 | 4096×2160p24 | ?                | ?             |    |    |
| maximale resolutie over single link op 48 b/px                     | nvt              | nvt              | nvt              | 1920×1200p60 | 1920×1200p60 | 1920×1200p60 | ?                | ?             |    |    |
| sRGB                                                               | Ja               | Ja               | Ja               | Ja           | Ja           | Ja           | Ja               | Ja            |    |    |
| YCbCr                                                              | Ja               | Ja               | Ja               | Ja           | Ja           | Ja           | Ja               | Ja            |    |    |
| 8 kanaals-LPCM, 192 kHz, 24 bit-audio-capability                   | Ja               | Ja               | Ja               | Ja           | Ja           | Ja           | Ja               | Ja            |    |    |
| blu-raydisk- en hd-dvd-video en -audio op volle resolutie          | Ja               | Ja               | Ja               | Ja           | Ja           | Ja           | Ja               | Ja            |    |    |
| Consumer Electronics Control (CEC)                                 | Ja               | Ja               | Ja               | Ja           | Ja           | Ja           | Ja               | Ja            |    |    |
| dvd-audio-support                                                  | Nee              | Ja               | Ja               | Ja           | Ja           | Ja           | Ja               | Ja            |    |    |
| sacd met DSD-support                                               | Nee              | Nee              | Ja               | Ja           | Ja           | Ja           | Ja               | Ja            |    |    |
| Deep Color                                                         | Nee              | Nee              | Nee              | Ja           | Ja           | Ja           | Ja               | Ja            |    |    |
| xvYCC                                                              | Nee              | Nee              | Nee              | Ja           | Ja           | Ja           | Ja               | Ja            |    |    |
| auto lip-sync                                                      | Nee              | Nee              | Nee              | Ja           | Ja           | Ja           | Ja               | Ja            |    |    |
| Dolby Digital-bitstream-capable                                    | Nee              | Nee              | Nee              | Ja           | Ja           | Ja           | Ja               | Ja            |    |    |
| Digital Theatre System-bitstream-capable                           | Nee              | Nee              | Nee              | Ja           | Ja           | Ja           | Ja               | Ja            |    |    |
| CEC-commando's geüpdate                                            | Nee              | Nee              | Nee              | Ja           | Ja           | Ja           | Ja               | Ja            |    |    |
| ethernetkanaal                                                     | Nee              | Nee              | Nee              | Nee          | Nee          | Ja           | Ja               | Ja            |    |    |
| Audio Return Channel (ARC)                                         | Nee              | Nee              | Nee              | Nee          | Nee          | Ja           | Ja               | Ja            |    |    |
| 4K × 2K Resolution Support                                         | Nee              | Nee              | Nee              | Nee          | Nee          | Ja           | Ja               | Ja            |    |    |
| 3D over HDMI                                                       | Nee              | Nee              | Nee              | Nee          | Nee          | Ja           | Ja               | Ja            |    |    |
| dynamische HDR                                                     | Nee              | Nee              | Nee              | Nee          | Nee          | Nee          | Nee              | Ja            | Ja | Ja |
| Object-Based Audio eARC                                            | Nee              | Nee              | Nee              | Nee          | Nee          | Nee          | Nee              | Ja            | Ja | Ja |
| ame Mode VRR                                                       | Nee              | Nee              | Nee              | Nee          | Nee          | Nee          | Nee              | Ja            | Ja | Ja |
| weergave Stream Compressie (DSC)                                   | Nee              | Nee              | Nee              | Nee          | Nee          | Nee          | Nee              | Ja            | Ja | Ja |
| Auto Low Latency Mode (ALLM)                                       | Nee              | Nee              | Nee              | Nee          | Nee          | Nee          | Nee              | Ja            | Ja | Ja |

## Verkoopcijfers
In 2004 zijn er 5 miljoen apparaten verkocht met ten minste één HDMI-aansluiting, 17,4 miljoen in 2005, 63 miljoen in 2006, 143 miljoen in 2007, 229 miljoen in 2008 en 394 miljoen in 2009. Op 8 januari 2018 heeft HDMI Licensing, LLC een persbericht uitgebracht dat er in 2017, 900 miljoen apparaten met een HDMI-aansluiting zijn verkocht.

## Websites
- (en)  officiële website